# Сюржер, Жан-Франсуа де Ларошфуко
Шарль-Франсуа де Ларошфуко (фр. Charles-François de La Rochefoucaud; 18 октября 1735 — 24 марта 1789), маркиз де Сюржер — французский государственный и военный деятель.

## Биография
Сын Никола-Александра де Ларошфуко, маркиза де Сюржера, и Шарлотты-Терезы де Флёрьо д'Арменонвиль.
Виконт де Ларошфуко, сеньор де Дудовиль. Унаследовал от матери графство Морвиль. Барон де Венизи, сеньор де Тюрни, Линан, Куршан, Буле, Фонтен, и прочее.
Знаменосец Фландрских жандармов, затем полковник Королевского Шампанского кавалерийского полка. Лагерный маршал (1780). Губернатор Шартра.
На церемонии коронации Людовика XVI 11 июня 1775 был одним из четырех заложников Святой Стеклянницы. 13 июня был пожалован в рыцари орденов короля. Цепь ордена Святого Духа получил 1 января 1776.

## Семья
Жена (17.04.1752): Анн-Сабин-Розали Шовелен де Гробуа, дочь Жермена-Луи Шовелена, маркиза де Гробуа, хранителя печати Франции, и Анн Кауэ де Бове
Дети:
- Анн-Александрин-Розали (13.08.1753—8.03.1794, гильотинирована). Муж: Арман-Александр-Роже де Ларошфуко (1748—1774), граф де Дюрталь
- Луи-Шарль (1754—1757)
- Александрин-Эсперанс-Аглае (1759—1760)
- Александр-Луи-Эжен (р. и ум. 1760)
- Анн-Доминик (1761—1764)
- Амбруаз-Поликарп (22.04.1765—2.06.1817), герцог де Дудовиль. Жена (8.04.1779): Бенинь-Огюстин-Франсуаза Летелье де Лувуа (4.06.1764—21.01.1849), дочь Шарля-Франсуа-Сезара Летелье, маркиза де Монмирая, и Шарлотты-Бенини Лерагуа де Бретонвилле